# Juan Carlos Marrufo
Juan Carlos Marrufo Capozzi es un militar retirado venezolano que fue detenido el 19 de marzo de 2019 por funcionarios de la Dirección General de Contrainteligencia Militar (DGCIM) junto con su esposa. Luego de que el Ministerio Público de Venezuela no encontrara pruebas de las acusaciones contra ella, el tribunal de la causa emitió una orden de excarcelación para la pareja. A pesar de haber sido liberado el 2 de octubre del mismo año, fue arrestado nuevamente por agentes de las Fuerzas de Acciones Especiales (FAES) a pocas horas de su liberación.
En 2024, Amnistía Internacional pidió la liberación inmediata de Juan Carlos Marrufo, denunciando que las autoridades le han negado exámenes y tratamiento médico, a pesar del deterioro de su salud, y que el 19 de febrero del mismo año fue trasladado inesperadamente a la cárcel de Rodeo I.

## Detención
El 19 de marzo de 2019 funcionarios de la Dirección General de Contrainteligencia Militar (DGCIM) irrumpieron en su residencia en el estado Carabobo, encapuchados y con armas largas, sin presentar una orden de allanamiento, llevándose objetos de valor, prendas de ropa, computadoras y teléfonos. Luego de hora y media de registro, Juan Carlos fue detenido junto con su esposa, María Auxiliadora Delgado.
Fueron recluidos en la sede de la DGCIM en Caracas, siendo acusados de «financiación al terrorismo», «asociación para delinquir» y de estar relacionados con el atentado contra Nicolás Maduro de 2018. A Delgado se le negó la visita consular, y los oficios diplomáticos realizados no fueron atendidos por las autoridades venezolanas. Luego de que la investigación el Ministerio Público no pudiese encontrar evidencia ni pruebas de las acusaciones que se habían realizado; debido a «la inexistencia de elementos de prueba que justificara» las detenciones, la Fiscalía le solicitó al tribunal una medida cautelar sustitutiva. El 6 de mayo de 2019, el tribunal de la causa acordó las medidas cautelares para ambos, y el 7 de junio la jueza Carol Padilla emitió una orden de excarcelación para la pareja. Sin embargo, la orden no fue acatada hasta el 2 de octubre, luego de seis meses de reclusión. A pocas horas de su liberación, la pareja fue interceptada mientras se dirigía a su casa y arrestada nuevamente por las Fuerzas de Acciones Especiales (FAES).
En 2024, Amnistía Internacional pidió la liberación inmediata de Juan Carlos Marrufo, denunciando que las autoridades le han negado exámenes y tratamiento médico, a pesar del deterioro de su salud, y que el 19 de febrero del mismo año fue trasladado inesperadamente a la cárcel de Rodeo I.